# Estymator regresyjny

## Istota estymatora regresyjnego
Estymator regresyjny prosty i złożony to estymatory zgodne, ale obciążone. Obciążenie estymatora prostego maleje wraz ze wzrostem liczby {\displaystyle n_{h}} losowań w warstwie. Natomiast w przypadku estymatora regresyjnego złożonego, obciążenie maleje wraz ze wzrostem liczebności próby. Przy próbie dużej {\displaystyle (n>100)} obciążenie estymatora jest nieistotne.
Estymatory regresyjne są estymatorami wysoce efektywnymi, ale także i pracochłonnymi. Z tego powodu estymatory te stosuje się najczęściej w przypadku badania 2 zmiennych. Gdy liczba zmiennych jest większa (3 i więcej), stosuje się częściej estymatory ilorazowe, które są prostsze w obliczeniach.

## Estymator regresyjny prosty
Estymatorem regresyjnym prostym nazywamy znaną wartość średniej arytmetycznej zmiennej pomocniczej w każdej warstwie.
Wyraża się go wzorem:
{\displaystyle {\overline {y}}_{l(w)}=\sum {\frac {N_{h}}{N}}{\big [}{\overline {y}}+{b_{h}}\cdot ({\overline {X}}_{h}-{\overline {x}}_{h}){\big ]},}
gdzie:
{\displaystyle b_{h}={\frac {{\sum }_{i}({x_{h}}_{i}-{\overline {x}}_{h})\cdot ({y_{h}}_{i}-{\overline {y}}_{h})}{{\sum }_{i}({x_{h}}_{i}-{\overline {x}}_{h})^{2}}},}
{\displaystyle {\overline {y}}_{h}} – średnia z próby dla zmiennej {\displaystyle Y} pochodzącej z {\displaystyle h}-tej warstwy,
{\displaystyle {\overline {x}}_{h}} – średnia z próby dla zmiennej {\displaystyle X} pochodzącej z {\displaystyle h}-tej warstwy,
{\displaystyle {\overline {X}}_{h}} – średnia {\displaystyle h}-tej warstwy w populacji generalnej zmiennej dodatkowej {\displaystyle X.}

## Estymator regresyjny złożony
Jeżeli nie jest znana średnia arytmetyczna zmiennej pomocniczej w każdej warstwie, a znana jest średnia arytmetyczna zmiennej pomocniczej w całej populacji, wówczas zastosowanie znajduje estymator regresyjny złożony.
Wyraża się go wzorem:
{\displaystyle {\overline {y'}}_{l(w)}={\overline {y}}_{(w)}+b\cdot ({\overline {X}}-{\overline {x}}_{(w)}),}
gdzie:
{\displaystyle b_{h}={\frac {{\sum _{h}}_{i}({x_{h}}_{i}-{\overline {x}}_{h})\cdot ({y_{h}}_{i}-{\overline {y}}_{h})}{{\sum _{h}}_{i}({x_{h}}_{i}-{\overline {x}}_{h})^{2}}},}
{\displaystyle {\overline {y}}_{(w)}} – estymator prosty zmiennej podstawowej {\displaystyle Y,}
{\displaystyle {\overline {x}}_{(w)}} – estymator prosty zmiennej pomocniczej {\displaystyle X.}